# Henderson (Kentucky)
Henderson is een plaats (city) in de Amerikaanse staat Kentucky, en valt bestuurlijk gezien onder Henderson County.

## Demografie
Bij de volkstelling in 2000 werd het aantal inwoners vastgesteld op 27.373.
In 2006 is het aantal inwoners door het United States Census Bureau geschat op 27.915, een stijging van 542 (2.0%).

## Geografie
Volgens het United States Census Bureau beslaat de plaats een oppervlakte van
44,3 km², waarvan 38,8 km² land en 5,5 km² water. Henderson ligt op ongeveer 115 m boven zeeniveau.

## Plaatsen in de nabije omgeving
De onderstaande figuur toont nabijgelegen plaatsen in een straal van 24 km rond Henderson.

## Geboren
- Husband Kimmel (1882-1968), admiraal
- Rosa Henderson (1896-1968), vaudeville-entertainer en jazz- en blues-zangeres